# 母港

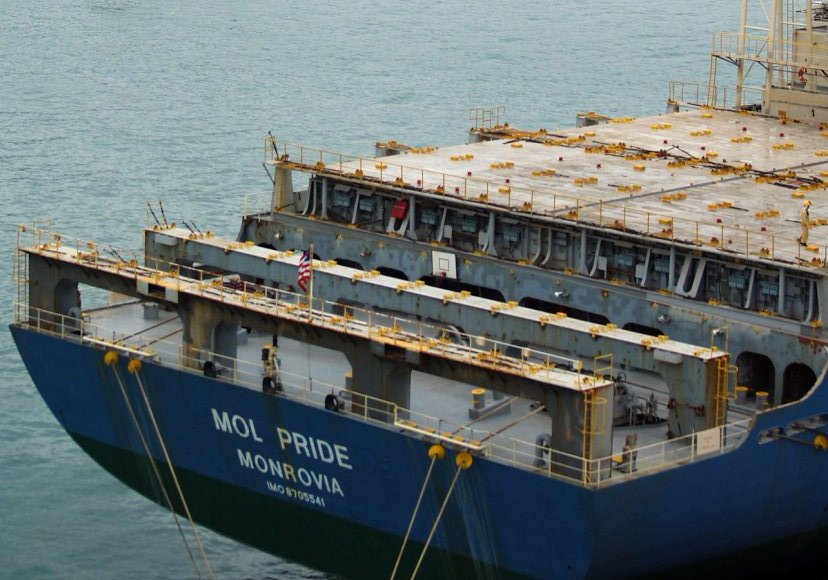
由日商商船三井所擁有及操作的MOL Pride貨輪，船尾漆有船籍港蒙羅維亞及船隻的IMO編號，並插著賴比瑞亞的國旗。

母港指的是船隻做為基地的港口，就像是人類的家一樣。母港通常也是船隻的船籍港（Port of registy，又稱註冊港）。但不少商用船隻的母港與船籍港並不同，例如許多船隻的船籍會因為稅賦、註冊便利性和其他營運上的考量而登記在巴哈馬、利比里亞甚至是內陸國蒙古等國，這類船隻通常被稱為權宜船。除了軍用船艦，大多數的船隻在船尾會標示船名及船籍港。